# Tine Priem
Tine Priem (4 november 1988) is een Vlaamse actrice. Ze speelde van maart 2016 tot november 2024 de rol van Tamara Vereken in Thuis.

## Biografie
Priem behaalde in 2011 haar Professionele Bachelor Musical aan het Koninklijk Conservatorium Brussel. Ze werkt veel met kinderen en regisseerde al enkele toneel- en musicalprojecten. Sindsdien geeft ze ook lessen Musical aan de Academie van Zaventem en woordlessen bij Musicalcompagnie Mithe in Leuven.
Na enkele kleine gastrolletjes in Aspe, Vermist en Echte Verhalen: De Buurtpolitie kreeg ze in 2015 de rol van Anja in Familie. Sinds 8 maart 2016 vertolkt ze de rol van Tamara Vereken in Thuis.
Priem zingt sinds 2011 eveneens bij het Belgische meisjeskoor Scala & Kolacny Brothers.

## Televisie
| Jaar      | Serie              | Rol            | Opmerking                                  |
| --------- | ------------------ | -------------- | ------------------------------------------ |
| 2013      | Vijf tinten verder | Stephanie      | Hoofdrol aflevering 2                      |
| 2014      | Aspe               | Receptioniste  | Gastrol aflevering S10 A3 De Zaak Vanmaele |
| 2015-2016 | Familie            | Anja           | Bijrol                                     |
| 2016-2024 | Thuis              | Tamara Vereken | Hoofdrol                                   |